# 紫胸蜂鸟
紫胸蜂鸟（学名：Polyerata rosenbergi），是雨燕目蜂鸟科的一种鸟类。

## 特征
紫胸蜂鸟体重约3.7克，翼长约52.8毫米，嘴峰长约23.9毫米，喙宽度约2.2毫米，喙厚度约2毫米，跗蹠长约6.2毫米，尾长约30毫米。紫胸蜂鸟在其分布区内为留鸟，其栖息在密集的高大树木组成的森林中，食性为草食性，主要食物来源是植物的花蜜。

## 分布
哥伦比亚西部和厄瓜多尔西北部的太平洋沿岸地区。